# 莫尔多瓦共和国
莫尔多瓦共和国（俄語：Респу́блика Мордо́вия），是俄羅斯聯邦主體之一，屬伏爾加聯邦管區。面積26,200平方公里，人口834,755（2010年）。當中莫尔多瓦人佔40%。俄語、莫克沙語和埃尔齐亚语同為官方語言。首府薩蘭斯克。
莫尔多瓦與摩爾多瓦（Moldova）或摩尔多瓦的俄語名稱摩爾達維亞（Молдавия）是兩個完全不同的概念。

## 历史

### 早期历史
莫尔多瓦地区人类最早的考古学迹象来自新石器时代。芬兰-乌戈尔莫尔多瓦人在6世纪的文献中被提及。后来，莫尔多瓦人受到伏尔加保加利亚和基辅罗斯的影响。莫尔多瓦王子有时袭击了穆罗马和伏尔加保加利亚，经常掠夺对方的财物。

## 人口

### 民族構成
莫尔多瓦人是一个伏尔加芬兰民族，讲两门相关语言：莫克沙语和埃尔齐亚语。莫尔多瓦人认为他们是两个不同的民族：埃尔齐亚人和莫克沙人。在所有使用莫尔多瓦语的人中，只有三分之一的人住在莫尔多瓦共和国。在苏联时期，每种语言都出版了学校教科书。
|            | 2002統計         | 2010統計         |
| ---------- | ---------------- | ---------------- |
| 俄羅斯族   | 54 0717（60.8%） | 44 3737（53.4%） |
| 莫尔多瓦族 | 28 3861（31.9%） | 33 3112（40.0%） |
| 韃靼族     | 4 6261（5.2%）   | 4 3392（5.2%）   |
| 乌克兰族   | 4801（0.5%）     | 4801（0.5%）     |

## 行政区划
| 层次                | 行政模式                                                    | 自治体模式                   |
| ------------------- | ----------------------------------------------------------- | ---------------------------- |
| 上层 （联邦主体辖） | - 3 共和国辖市（Город республиканского значения） - 3 市辖区（Город областного значения）- 萨兰斯克市 - 22 地区（Административный район） | - 1 市（） - 22 地区（Муниципа́льный район）     |
| 下层 （地区辖）     | - 4 地区辖市（Город районного значения） - 13 劳动乡（Рабочий посёлок） - 342 委员会（Совет）           | - 16 乡镇（Городское поселение） - 303 村庄（Сельское поселение） |